# ميكي كيتينغ
ميكي كيتينغ هو لاعب هوكي الجليد كندي، ولد في 12 أبريل 1931، وتوفي في 19 يناير 2004.

## وصلات خارجية
- ميكي كيتينغ على موقع EliteProspects.com (الإنجليزية)
- ميكي كيتينغ على موقع HockeyDB.com (الإنجليزية)